# Quinto Sulpicio Camerino Cornuto (tribuno consolare 402 a.C.)
Quinto Sulpicio Camerino Cornuto (fl. V-IV secolo a.C.) è stato un politico e militare romano.

## Primo tribunato consolare
Nel 402 a.C. fu eletto tribuno consolare con Gaio Servilio Strutto Ahala, Quinto Servilio Fidenate, Lucio Verginio Tricosto Esquilino, Aulo Manlio Vulsone Capitolino e Manio Sergio Fidenate.
Mentre Veio continuava ad essere assediata dai romani, arrivarono in loro soccorso contingenti di Capenati e Falisci, che casualmente attaccarono la zona posta sotto il comando di Sergio Fidenate, mettendolo subito in difficoltà, anche per l'arrivo sul campo di battaglia di rinforzi veienti.
L'astio tra Sergio Fidenate e Lucio Verginio, che comandava l'accampamento più vicino alle zone del combattimento, causarono la disfatta per l'esercito romano, che vide distrutto l'accampamento dove risiedevano i soldati di Sergio Fidenate.
(Tito Livio, "Ab Urbe Condita", V, 8.)
In seguito all'accaduto il Senato decise di anticipare la nomina dei nuovi tribuni consolari alle calende di ottobre, invece che alle idi di dicembre, come d'uso.
In quell'anno il presidio armato di Anxur fu sopraffatto dai Volsci.

## Secondo tribunato consolare
Nel 398 a.C. fu eletto tribuno consolare con Lucio Valerio Potito, Marco Furio Camillo, Lucio Furio Medullino, Quinto Servilio Fidenate Marco Valerio Lactucino Massimo.
I Romani continuarono nell'assedio di Veio e, sotto il comando di Valerio Potito e Furio Camillo, saccheggiarono Falerii e Capena, città alleate degli etruschi.
Durante l'anno si verificò anche l'inusuale innalzamento delle acque del lago Albano, e per interpretarne il significato furono inviati degli ambasciatori ad interrogare l'oracolo di Delfi, anche se un vecchio vate di Veio, si era lasciato scappare il seguente vaticinio:
(Tito Livio, "Ab Urbe Condita", V, 2, 15)